# アンセルモ・ロレンソ
アンセルモ・ロレンソ・アスペリージャ (スペイン語：Anselmo Lorenzo Asperilla、トレド、1841年4月21日 - バルセロナ、1914年11月30日) は最初期のスペインのアナキストの一人である。

## 伝記
1841年4月21日にトレドに生まれた。「スペインのアナキズムの祖父」と呼ばれることがある。フリーメーソンバルセロナロッジ「労働の息子たち」のメンバーで、後に大本部長と「ロッジに忠実な弁士」になるに至った。

### アナキズムの闘士と理論家
アンセルモ・ロレンソは、1868年のマドリードでのジュゼッペ・ファネッリの集会から1914年の死まで、アナキズム運動においてとても活動的だった。アナキストのイデオロギーを広めるための数多くの著書やパンフレットの作者である彼は、書記としてマドリードの新聞『解放』（1871年）の経営会議の一員となった。

### 第一インターナショナル大会
1871年に、フランシスコ・モラ・メンデス、トマス・ゴンサレス・モラゴとともに、第一インターナショナルスペイン支部に参加し、1871年のロンドン会議に参加すると、非マルクス主義的な立場を守った。1886年から1888年にかけて、バルセロナの新聞『アクラシア（新聞）』の経営と編集に参加した。

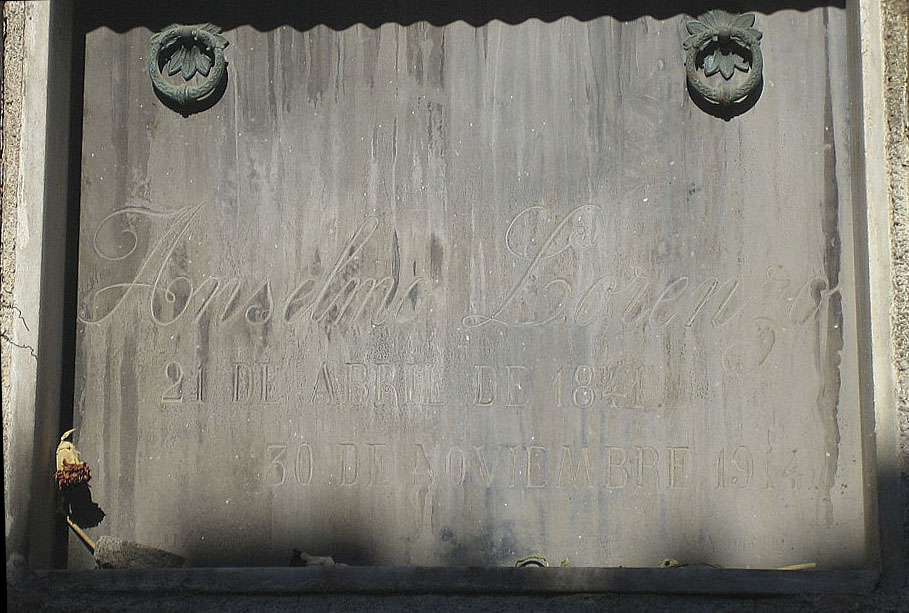
ムンジュイックの墓地のアンセルモ・ロレンソの壁龕にある石碑

### フランスへの亡命とCNTの設立
1896年から1897年の間、ムンジュイック裁判の教唆犯として起訴され、警察に追われた後、パリに亡命した。帰国後、バルセロナでフランシスコ・フェレル・グアルディアと一緒に近代学校の出版社に協力した。 1910年に、バルセロナでの会議と、全国労働者連合（CNT）の設立に参加した。
現在、CNTには彼の名前を冠した財団、アンセルモ・ロレンソリベルタリオ研究財団がある。
1914年11月30日、バルセロナで亡くなった。

## 著作
- Fuera política (1886)
- Acracia o república (1886)
- Biografía de Pedro Kropotkin (1893)
- Sinopsis ortográfica a la tipografía española. Reglas para el uso de las letras dudosas y de los acentos. Barcelona, Tip. La Académica, de Serra Hermanos y Russell, 1900.
- Criterio libertario (1903)
- Vía libre. El trabajador. Su ideal emancipador. Desviaciones políticas y económicas. Prólogo de J. Mir y Mir y prefacio de Tarrida del Mármol. Barcelona: Ed. F. Granada y Cía. Barcelona, 1905.
- El pueblo (estudio libertario) Valencia: F. Sempere y Compañía Editores, s. a. (prefacio de Kropotkin de octubre de 1907).
- Solidaridad (1909)
- La Anarquía Traficante (1911)
- Contra La Ignorancia (1913)
- El proletariado militante, 2 vols. (1901, vol. 1-1923, vol. 2). Muy reimpreso.
- El Sindicalismo Barcelona: Editorial "Tierra y Libertad," ca. 1930s.
- El Banquete de la vida. (Con un Esbozo Biográfico de Anselmo Lorenzo por Manel Aisa) Barcelona: Ed. Sintra, 2006.

### 翻訳
- Elisée Reclus, El hombre y la tierra, Barcelona: Casa Editorial Maucci, 1906, 6 vols. Versión española de Anselmo Lorenzo y revisión de Odón de Buen.
- Piotr Kropotkin, La gran revolución 1789-1793. Barcelona: Publicaciones de La Escuela Moderna.
- Jean Grave, Las aventuras de Nono. Barcelona: Publicaciones de La Escuela Moderna, 1902.